# Lý thuyết Galois

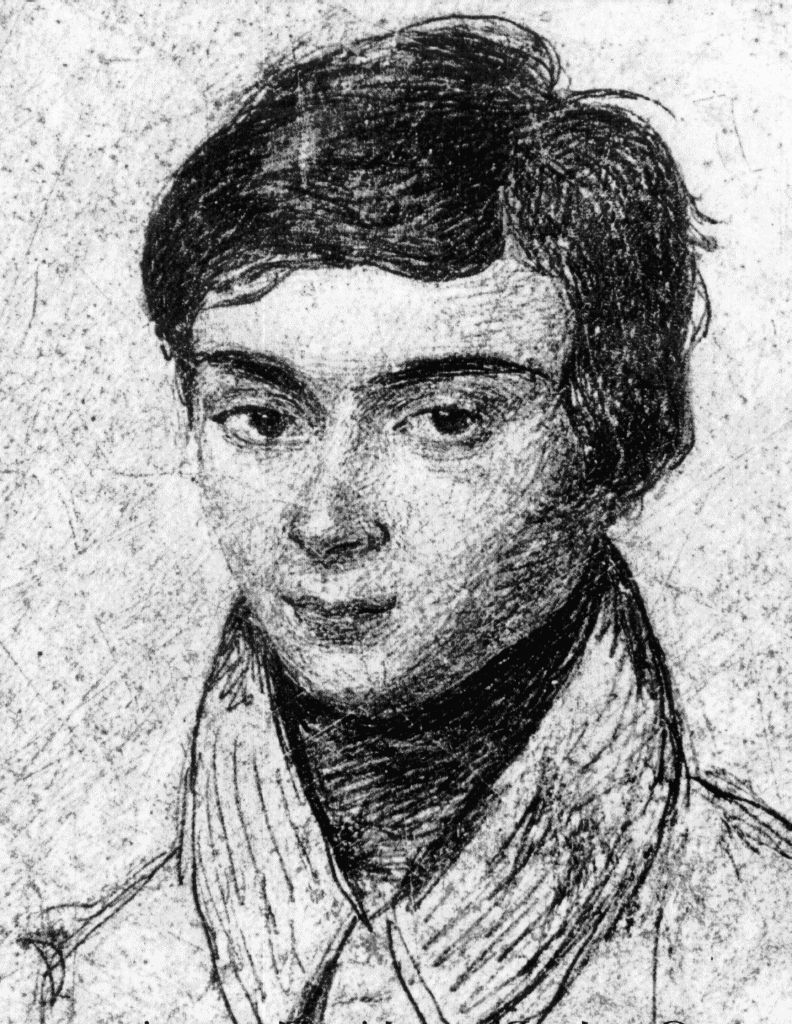
Évariste Galois (1811–1832)

Trong toán học, cụ thể hơn là trong đại số trừu tượng, lý thuyết Galois, đặt tên theo Évariste Galois, tạo ra một liên kết giữa lý thuyết trường và lý thuyết nhóm. Sử dụng lý thuyết Galois, một số vấn đề trong lý thuyết trường có thể được chuyển qua lý thuyết nhóm, mà theo một nghĩa nào đó là đơn giản hơn và được hiểu rõ hơn.
Khởi đầu Galois sử dụng các nhóm hoán vị để mô tả cách thức các nghiệm số của một đa thức cho trước liên quan đến nhau như thế nào. Cách tiếp cận hiện đại với lý thuyết Galois, được Richard Dedekind, Leopold Kronecker và Emil Artin và nhiều người khác phát triển, liên quan đến phép tự đẳng cấu của các mở rộng trường.
Việc trừu tượng hóa lý thuyết Galois được thực hiện bởi lý thuyết về các kết nối Galois.

## Sách tham khảo
- Emil Artin (1998). Galois Theory. Dover Publications. ISBN 0-486-62342-4. (Reprinting of second revised edition of 1944, The University of Notre Dame Press).
- Jörg Bewersdorff (2006). Galois Theory for Beginners: A Historical Perspective. American Mathematical Society. ISBN 0-8218-3817-2..
- Cardano, Gerolamo (1545). Artis Magnæ (PDF) (bằng tiếng La-tinh). Bản gốc (PDF) lưu trữ ngày 26 tháng 6 năm 2008. Truy cập ngày 1 tháng 9 năm 2017.
- Harold M. Edwards (1984). Galois Theory. Springer-Verlag. ISBN 0-387-90980-X. (Galois' original paper, with extensive background and commentary.)
- Funkhouser, H. Gray (1930). "A short account of the history of symmetric functions of roots of equations". American Mathematical Monthly. Quyển 37 số 7. The American Mathematical Monthly, Vol. 37, No. 7. tr. 357–365. doi:10.2307/2299273. JSTOR 2299273.
- Hazewinkel, Michiel, biên tập (2001), "Galois theory", Bách khoa toàn thư Toán học, Springer, ISBN 978-1-55608-010-4
- Nathan Jacobson (1985). Basic Algebra I (2nd ed). W.H. Freeman and Company. ISBN 0-7167-1480-9. (Chapter 4 gives an introduction to the field-theoretic approach to Galois theory.)
- Janelidze, G.; Borceux, Francis (2001). Galois theories. Cambridge University Press. ISBN 978-0-521-80309-0. (This book introduces the reader to the Galois theory  of Grothendieck, and some generalisations, leading to Galois groupoids.)
- Lang, Serge (1994). Algebraic Number Theory. Berlin, New York: Springer-Verlag. ISBN 978-0-387-94225-4.
- M. M. Postnikov (2004). Foundations of Galois Theory. Dover Publications. ISBN 0-486-43518-0.
- Joseph Rotman (1998). Galois Theory (2nd edition). Springer. ISBN 0-387-98541-7.
- Völklein, Helmut (1996). Groups as Galois groups: an introduction. Cambridge University Press. ISBN 978-0-521-56280-5.
- van der Waerden, Bartel Leendert (1931). Moderne Algebra (bằng tiếng Đức). Berlin: Springer..   English translation (of 2nd revised edition): Modern algebra. New York: Frederick Ungar. 1949. (Later republished in English by Springer under the title "Algebra".)